# Hemibagrus microphthalmus
Hemibagrus microphthalmus es una especie de pez de la familia Bagridae en el orden de los Siluriformes.

## Morfología
Los machos pueden llegar alcanzar los 133 cm de longitud total.

## Distribución geográfica
Se encuentra en las cuencas del río Manipur en la India, de los ríos Irrawaddy y Sittang en Birmania, del río Salween en Tailandia y del Mekong al sur del Laos.